# Sint-Jan Evangelistkerk (Wilrijk)

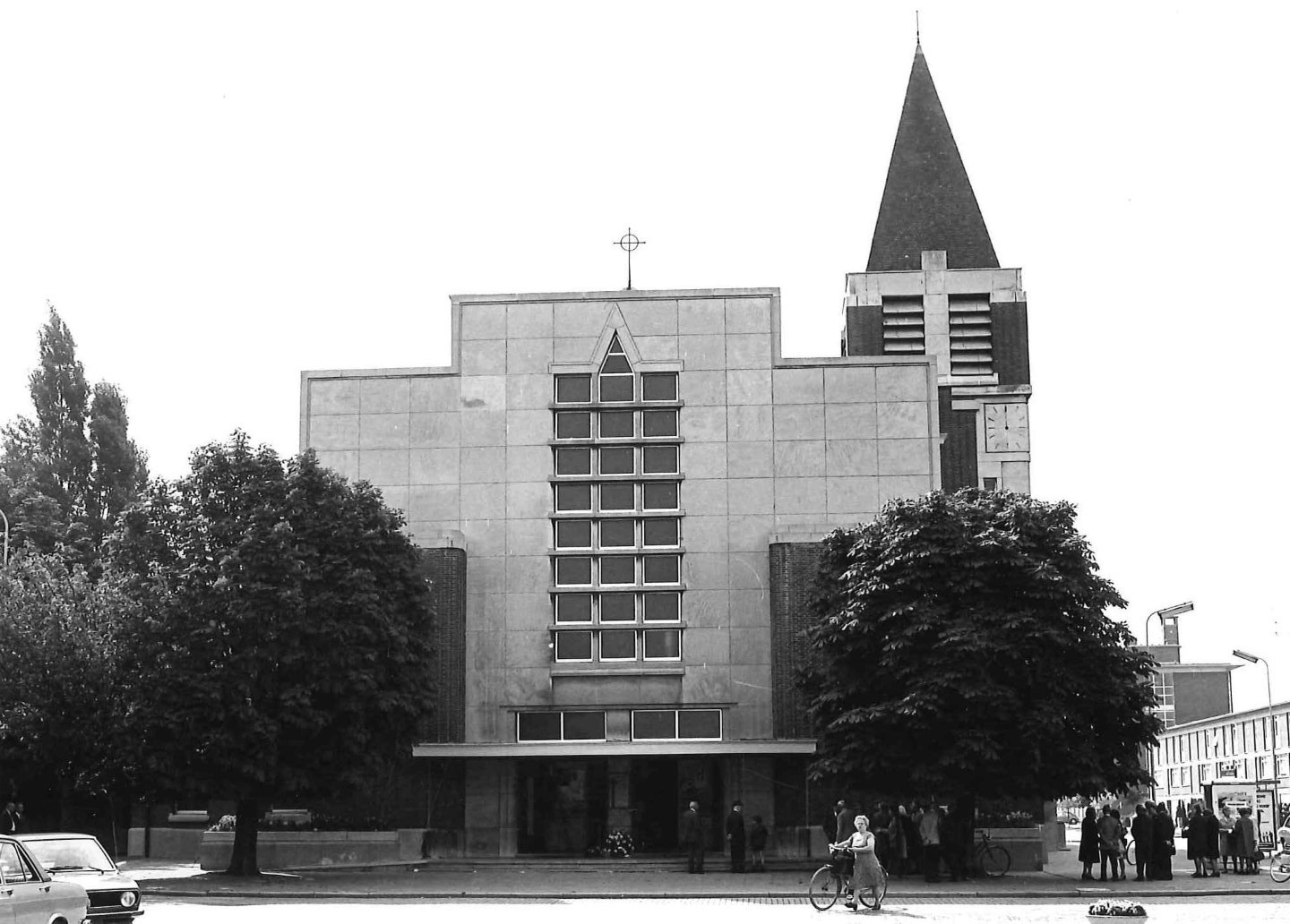
Voorgevel

De Sint-Jan Evangelistkerk is een kerkgebouw in de tot de gemeente Antwerpen behorende plaats Wilrijk, gelegen aan het Kolonel Slatersplein 1.

## Geschiedenis
De parochie werd opgericht in 1930 voor de wijk Valaar. Men kerkte aanvankelijk in een barak die als noodkerk werd gebruikt. Van 1932-1936 werd een definitieve kerk gebouwd, ontworpen door Frans Peeters.

## Gebouw
Het betreft een driebeukige pseudobasiliek in art decostijl. Het gebouw werd opgetrokken in baksteen en beton, terwijl daarnaast natuursteen werd aangewend voor ornamenten en voor de voorgevel.
De kerk is naar het zuidoosten georiënteerd en in de zuidwestgevel bevindt zich een halfingebouwde toren op vierkante plattegrond.
Het orgel, van midden 19e eeuw, werd begin 20e eeuw aangekocht door de Onze-Lieve-Vrouw van de Rozenkransparochie en in 1935 werd het in de Sint-Jan Evangelistkerk geplaatst.